# Жилой дом горьковского архитектора А. А. Яковлева
Жилой дом горьковского архитектора А. А. Яковлева — памятник градостроительства и архитектуры регионального значения в историческом центре Нижнего Новгорода. Построен в 1936—1938 годах, по проекту, выполненному в Горпроекте, в мастерской известного горьковского архитектора А. А. Яковлева (1879—1951).
Жилой дом расположен в месте пересечения улицы Минина и площади Минина и Пожарского и входит в сплошной фронт застройки площади, сформированный напротив кремля. Здание немного заглублено от красной линии площади и на образовавшейся площадке разбит сквер с бюстом Кузьмы Минина.
Дом считается одним из лучших образцов советской архитектуры периода освоения классического наследия довоенного времени в Нижнем Новгороде. Имеет большую историко-архитектурную ценность, являясь составной частью центрального архитектурного ансамбля площади Минина и Пожарского, сложившегося в течение XIX—XX веков.

## История
Земельный участок, на котором построен дом, входит в территорию исторического центра Нижнего Новгорода. До революции 1917 года на этом месте стояло здание консистории, входившее в комплекс Нижегородской духовной семинарии (1828), снесённое при советской власти.
В 1936 году было решено выстроить на участке жилой дом. Проект разрабатывали в Горпроекте, в мастерской архитектора А. А. Яковлева. Эскизный проект был утверждён 16 марта 1936 года в Москве. Рабочее проектирование велось параллельно со строительством в 1936—1937 годах. Судя по записям архитектора, строительство началось в марте 1936 года, летом уже была завершена кирпичная кладка, а в октябре — закончена крыша. Дом предназначался для работников Крайисполкома.
По проекту, хранящемуся в ЦАНО, в состав дома входило 45 квартир от 2-х до 5-комнатных. В подвале располагались: котельная, кладовые для каждой квартиры, а центральную часть занимал физкультурный зал с душевыми и раздевалками, биллиардная и детский уголок. В центральной части здания, на плоской крыше предусматривался солярий. Архитектуно-художественное решение здания автор проекта описывал так:

Архитектура решается в общем ансамбле с существующими соседними зданиями и вместе с тем отвечает назначению здания, занимаемому местоположению и высотности будущей застройки Советской площади [площадь Минина и Пожарского]. Внешнее оформление фасадов выполнено в простых приветливых формах с динамическими членениями по высоте.— Архитектор А. А. Яковлев.
Во время бомбардировок Горького немецкой авиацией, в 1941 году была выполнена частичная перепланировка гимнастического зала под убежище. В настоящее время здание сохранило жилую функцию.

## Архитектура
Здание кирпичное, шестиэтажное с цокольным этажом, стены оштукатурены. Архитектура фасадов отражает черты ведущего направления 1930—1940-х годов — освоения классического наследия, что проявилось в общем построении фасадов, пластике и деталях декора. Внешние три фасада имеют строгое симметричное построение с подчёркнутой осью симметрии: на западном — центральным положением портала входа, лестницей стилобата, семью осями окон и симметричной компоновкой балконов; на северном — двумя порталами входов и балконами; на восточном — выступающим объёмом лестничной клетки с входным порталом и угловыми террасами-лоджиями.
Фасады здания украшены крупным и неглубоким рустом, горизонтальными поясами, порталами, завершёнными мощной плиткой сандрика с двумя кронштейнами. Сохранились первоначальные двери. Плоскости стен 6 этажа покрыты огромными хорошо прорисованными картушами. Карниз, поддерживаемый рядом сдвоенных кронштейнов и рядом классических по пластике зубцов, выполнен монументальным, сильно выступающим. Террасы стилобата, на который поставлен основной объём, ограждены декоративными стенками с овальными отверстиями и включением растительного орнамента. Места входов в подъезды на террасе и её углы отмечены большими высокими вазами.